# Championnat d'Afrique du Sud de football 1998-1999
Navigation
Saison précédente Saison suivante
La saison 1998-1999 du Championnat d'Afrique du Sud de football est la troisième édition du championnat de première division en Afrique du Sud. Les dix-huit meilleurs clubs du pays sont regroupés au sein d'une poule unique, où ils s'affrontent deux fois au cours de la saison, à domicile et à l'extérieur. À l'issue du championnat, les deux derniers du classement sont relégués et remplacés par les deux meilleures équipes de National First Division, la deuxième division sud-africaine.
C'est le club de Mamelodi Sundowns, tenant du titre, qui remporte à nouveau le championnat cette saison, après avoir terminé en tête du classement final, à égalité de points mais avec un meilleur goal-average que les Kaiser Chiefs et quinze points d'avance sur un duo composé des Orlando Pirates et des Manning Rangers. C'est le 2e titre de champion d'Afrique du Sud de l'histoire du club.

## Les 16 clubs participants
| - Manning Rangers - Kaizer Chiefs - Orlando Pirates - Bush Bucks - Hellenic FC - Mamelodi Sundowns - Jomo Cosmos - Cape Town Spurs - Supersport United | - Bloemfontein Celtic - Moroka Swallows - Wits University FC - Qwa Qwa Stars - AmaZulu FC - Vaal Professionals - Dynamos FC - Promu de National First Division - Engen Santos - Seven Stars Football Club - Promu de National First Division |

## Compétition

### Classement
Le barème utilisé pour établir le classement est le suivant :
- Victoire : 3 points
- Match nul : 1 point
- Défaite : 0 point

| Rang | Équipe                      | Pts | J  | G  | N  | P  | Bp | Bc | Diff |
| ---- | --------------------------- | --- | -- | -- | -- | -- | -- | -- | ---- |
| 1    | Mamelodi Sundowns T         | 75  | 34 | 23 | 6  | 5  | 70 | 26 | +44  |
| 2    | Kaizer Chiefs               | 75  | 34 | 23 | 6  | 5  | 73 | 34 | +39  |
| 3    | Orlando Pirates             | 60  | 34 | 17 | 9  | 8  | 55 | 28 | +27  |
| 4    | Manning Rangers             | 60  | 34 | 17 | 9  | 8  | 60 | 38 | +22  |
| 5    | Seven Stars Football Club P | 52  | 34 | 15 | 7  | 12 | 40 | 41 | -1   |
| 6    | Qwa Qwa Stars               | 50  | 34 | 13 | 11 | 10 | 43 | 39 | +4   |
| 7    | Bloemfontein Celtic         | 47  | 34 | 13 | 8  | 13 | 33 | 34 | -1   |
| 8    | Supersport United C         | 46  | 34 | 11 | 13 | 10 | 45 | 38 | +7   |
| 9    | Bush Bucks                  | 44  | 34 | 13 | 5  | 16 | 48 | 57 | -9   |
| 10   | Jomo Cosmos                 | 43  | 34 | 11 | 10 | 13 | 37 | 39 | -2   |
| 11   | Wits University FC          | 40  | 34 | 9  | 13 | 12 | 31 | 39 | -8   |
| 12   | Hellenic FC                 | 40  | 34 | 8  | 16 | 10 | 32 | 43 | -11  |
| 13   | Cape Town Spurs             | 39  | 34 | 9  | 12 | 13 | 52 | 50 | +2   |
| 14   | AmaZulu FC                  | 39  | 34 | 10 | 9  | 15 | 40 | 53 | -13  |
| 15   | Moroka Swallows             | 37  | 34 | 9  | 10 | 15 | 29 | 44 | -15  |
| 16   | Engen Santos                | 35  | 34 | 7  | 14 | 13 | 36 | 54 | -18  |
| 17   | Dynamos FC P                | 29  | 34 | 7  | 8  | 19 | 20 | 51 | -31  |
| 18   | Vaal Professionals          | 21  | 34 | 5  | 6  | 23 | 38 | 74 | -36  |

|  | Qualification pour la Ligue des champions 2000                |
|  | Qualification pour la Coupe des Coupes 2000                   |
|  | Qualification pour la Coupe de la CAF 2000                    |
|  | Relégation directe en National First Division                 |
|  | T Tenant du titre C : Vainqueur de la Coupe de Afrique du Sud |

- À la fin de la saison, les clubs de Seven Stars Football Club et Cape Town Spurs fusionnent pour créer l'Ajax Cape Town. La place en Premiership laissée vacante est vendue au plus offrant, le club nouvellement créé de Mother City FC.

## Bilan de la saison
| Championnat d'Afrique du Sud de football 1998-1999 |                              |
| Champion                                           | Mamelodi Sundowns (2e titre) |
| Coupes et trophées                                 |                              |
| Vainqueur de la Coupe d'Afrique du Sud 1998-1999   | Supersport United            |
| Qualifications continentales                       |                              |
| Ligue des champions 2000                           | Mamelodi Sundowns            |
| Coupe des Coupes 2000                              | Supersport United            |
| Coupe de la CAF 2000                               | Kaiser Chiefs                |
| Promotions et relégations                          |                              |
| Promus en Premier Soccer League                    | African Wanderers            |
| Promus en Premier Soccer League                    | Tembisa Classic              |
| Promus en Premier Soccer League                    | Mother City FC               |
| Relégués en National First Division                | Dynamos FC                   |
| Relégués en National First Division                | Vaal Professionals           |